# فهرست میوه‌های غیر خوراکی
آن چه در ادامه می‌آید فهرستی ناقص از میوه‌های گوشت‌دار است که ممکن است برای انسان خوراکی به نظر برسند، ولی خوراکی نیستند. برخی از آن‌ها سمی هستند، باقی صرفاً بیش از حد برای مصرف کردن ناخوش‌آیند هستند.
- آباچا، Musa textilis (میوزیشی)
- آکی، Blighia Sapida (ناترکیان)، فقط گوشت سفید میوه خوراکی است، پوست نارنجی مایل به قرمز و تخم‌های سیاه، بزرگ و سنگ‎سان میوه سمی هستند.

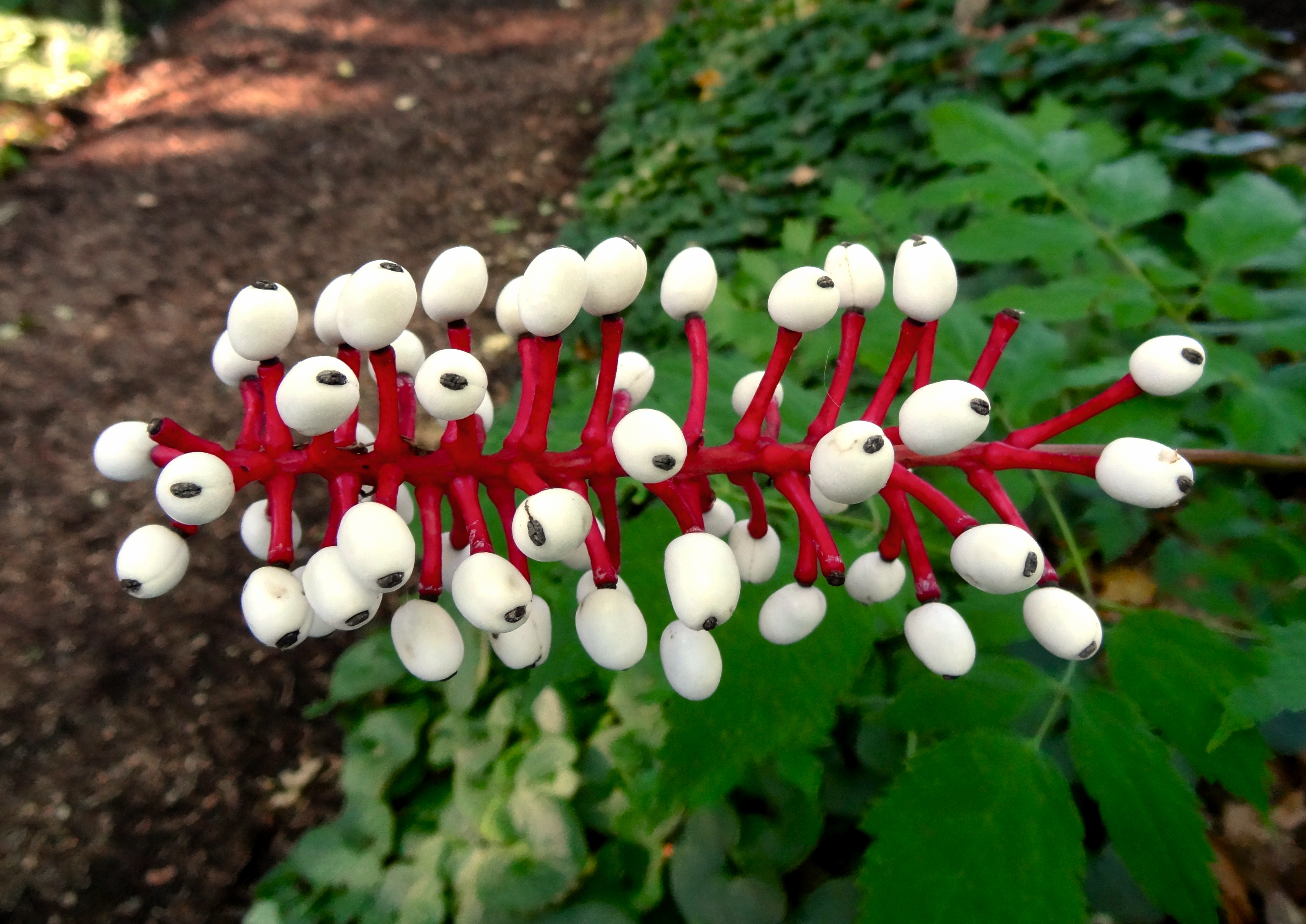
Baneberry (Actaea pachypoda)

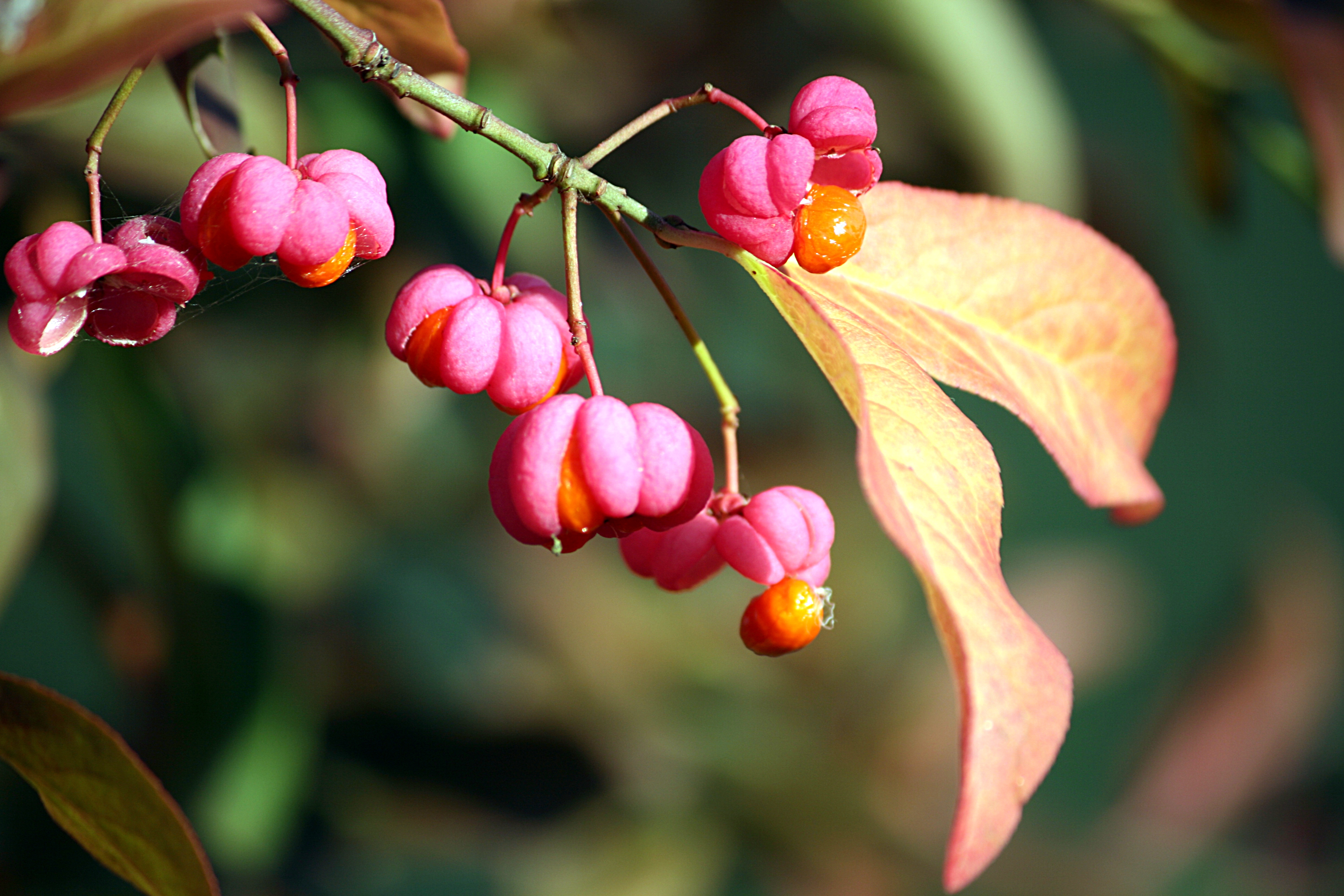
European spindle (Euonymus europaeus)

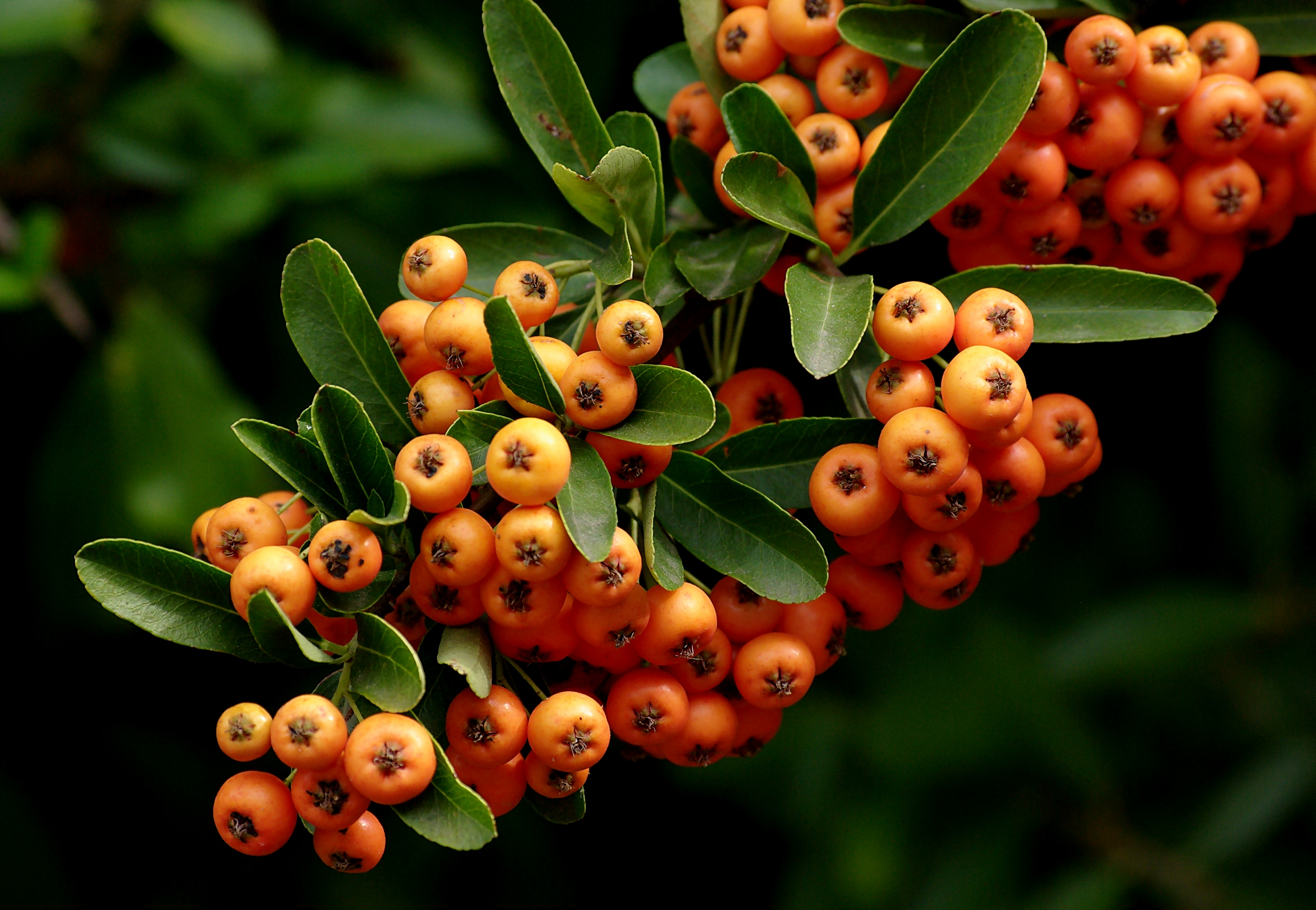
Firethorn (Pyracantha angustifolia)

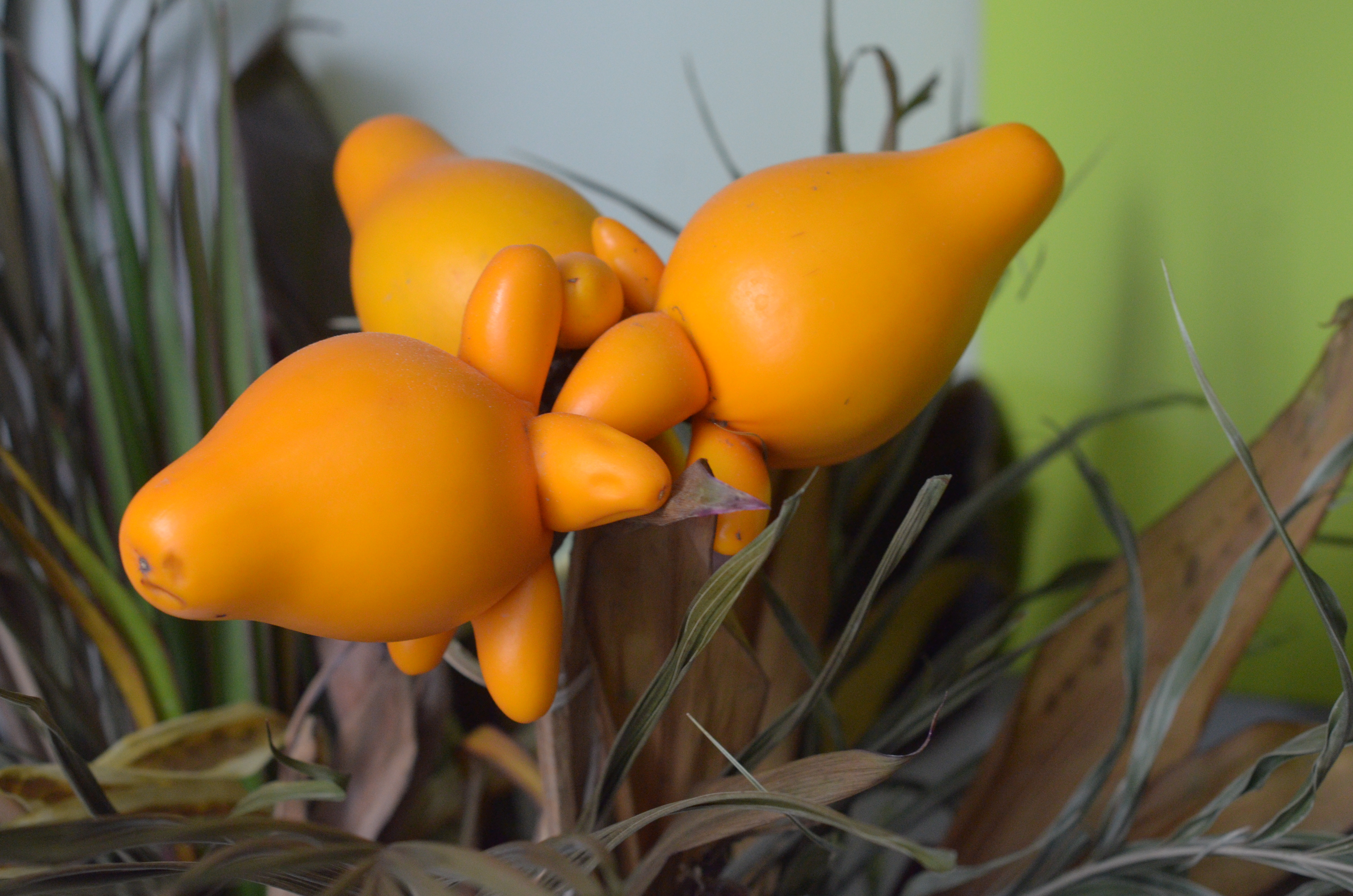
Fox head (Solanum mammosum)

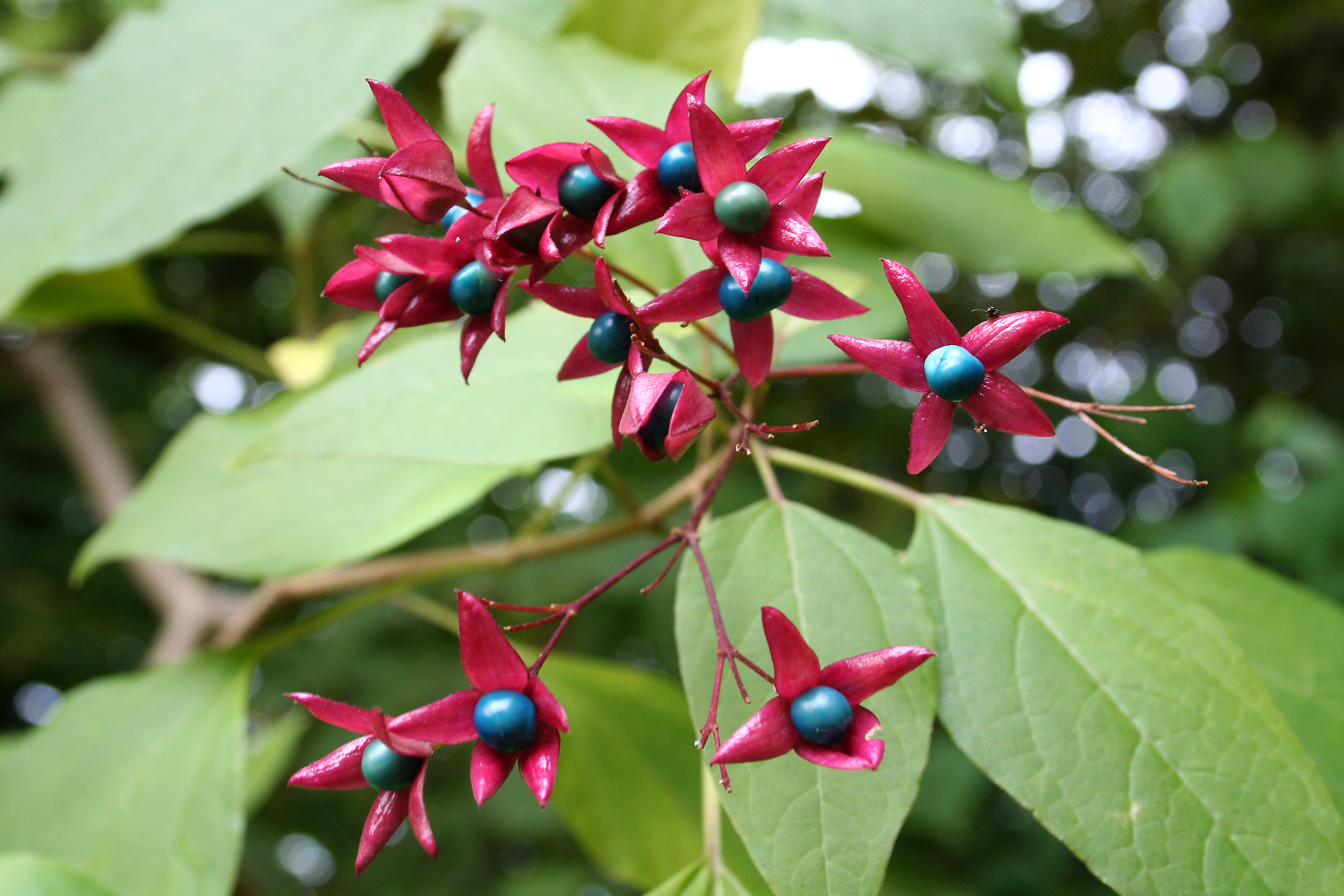
Harlequin glorybower (Clerodendrum trichotomum)

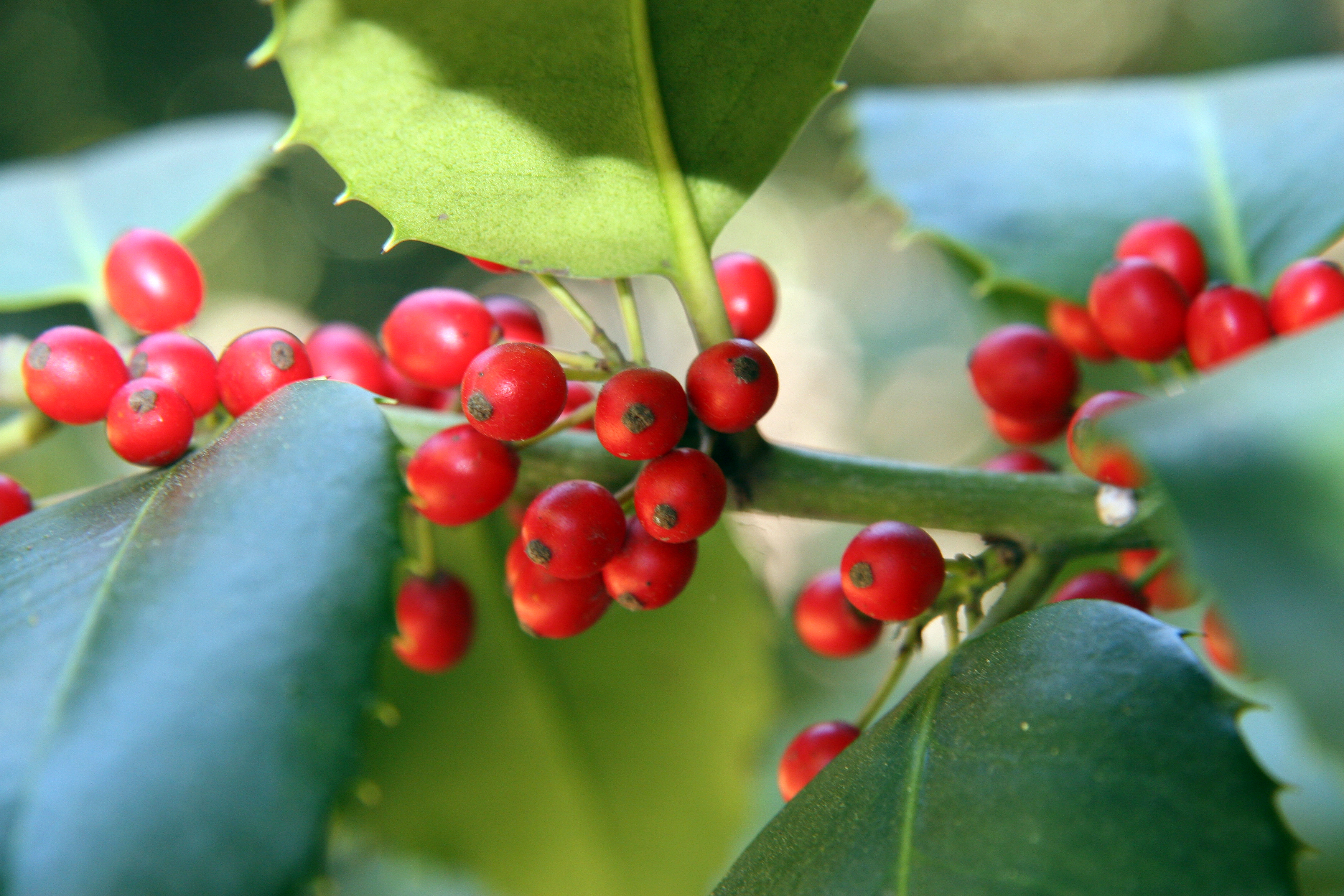
Holly (Ilex)

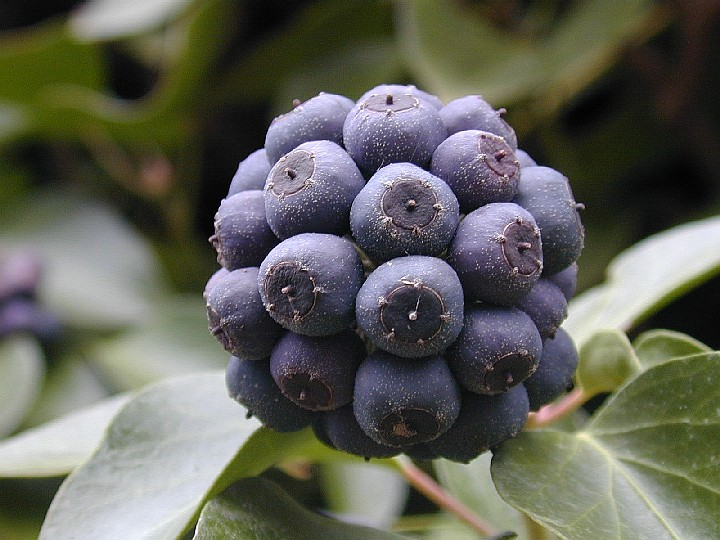
Ivy (Hedera helix)

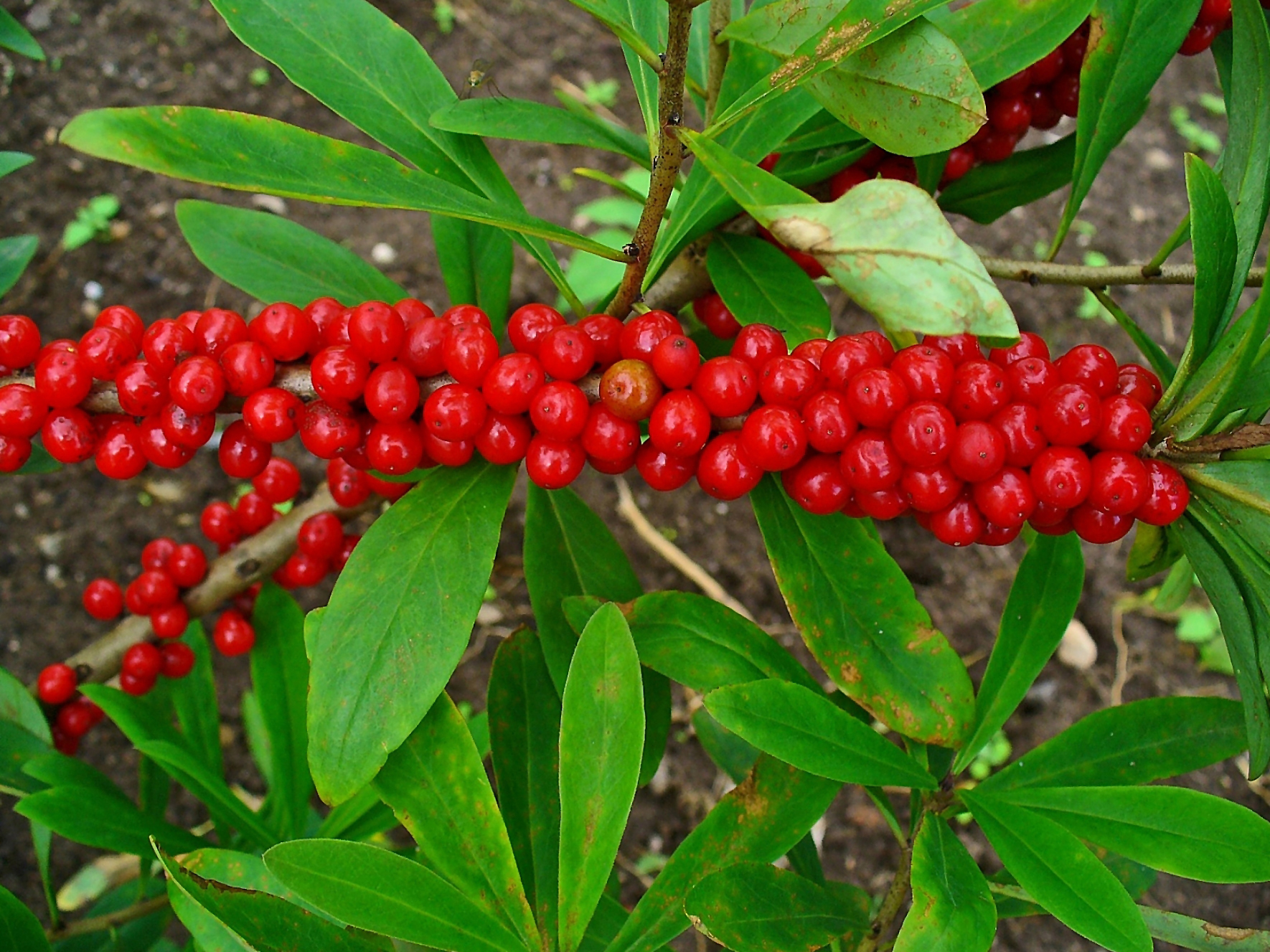
Mezereum (Daphne mezereum)

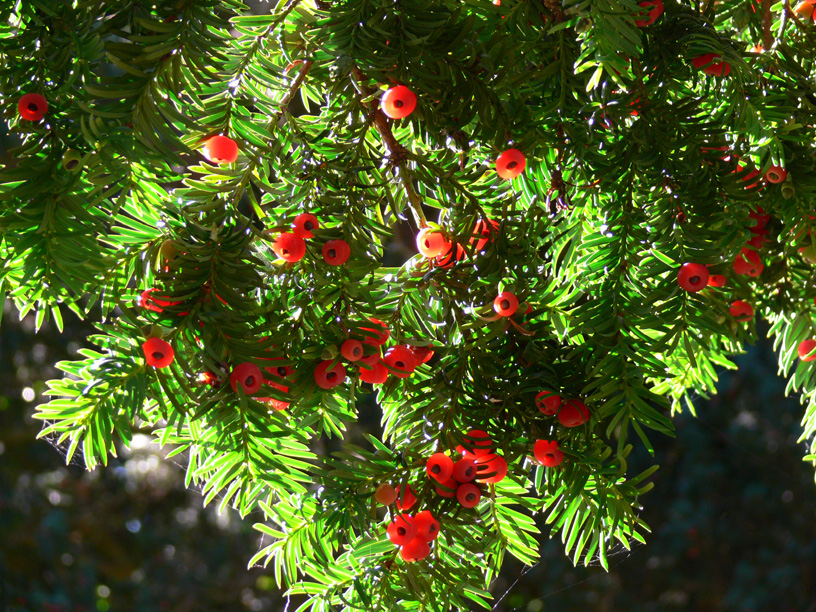
Yew (Taxus)

زیتون وحشی